# Ofensiva dels Cent Dies
L'Ofensiva dels Cent Dies fou l'ofensiva final realitzada pels aliats al front occidental durant la Primera Guerra Mundial, iniciada el 8 d'agost de 1918 i que dugué a la retirada definitiva de les forces alemanyes i al final de la guerra amb la signatura de l'armistici de Compiègne l'11 de novembre de 1918.